# Airedaleterrier
Airedaleterrier är en hundras från Storbritannien. Den har sitt namn efter dalgången vid floden Aire i West Yorkshire. Rasen är den största av alla terrierraser och användes ursprungligen för utterjakt och jakt på vattensork. Idag hålls den främst som sällskapshund.

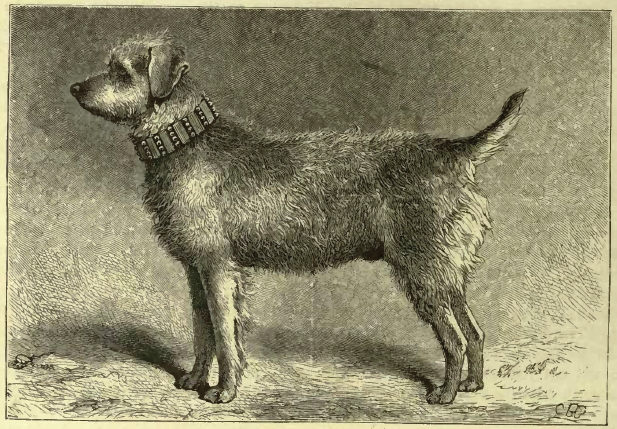
Thunder, en Bingley Terrier som visar hur airedaleterriern kunde te sig innan förädlingen, från Vero Shaws "The Illustrated Book of the Dog" 1881.

## Historia
Trots epitetet terriernas kung är airedaleterriern inte en äkta terrier och har alltid varit för stor som grythund. Den korsades fram mellan 1850-talet och 1870-talet i Yorkshire i nordöstra England. Exakt vilka raser som användes och i vilken ordning vet man inte. Allmänt förmodas släktskap med den utdöda Old English Broken-haired Terrier eller Old English Black and Tan Terrier som även ligger till grund för bl.a. welshterriern. Andra raser som antas ingå är otterhound och strävhåriga varianter av foxhound och/eller harrier. Syftet med korsningarna var att få fram en hund som var lämplig för singeljakt av utter, till skillnad från otterhounden som jagade i koppel (pack). Likheten med welshterriern är resultatet av målinriktad avel efter att rasklubben bildades 1889.
1879 visades den på hundutställning första gången. Sitt nuvarande namn fick airedaleterriern 1884, innan dess kallades hundarna bland annat Bingley Terrier och Waterside Terrier. Året därpå erkändes den som självständig ras av the Kennel Club (KC). 1894 visades den första airedaleterriern på utställning i Sverige.
I början av 1900-talet användes rasen som skyddshund av engelsk och tysk polis. Under första världskriget använde både brittiska armén och ryska armén airedaleterrier som rapport- och bevakningshund. Röda Korset använde den som räddningshund (sanitetshund). 1911-1914 användes airedaleterrier vid I 28 i Sollefteå som rapport- och slädhundar i den försöksverksamhet som senare skulle bli Statens hundskola.

## Egenskaper
Airedaleterriern är en aktiv hund som uppskattar att få röra på sig. Rasen beskrivs också som tålmodig, livlig, trogen, barnvänlig. Den är lätt att lära nya saker men man bör börja i tidig ålder. Den är väldigt jaktintresserad och har ett djupt skall.

## Utseende
Ögonen är små, mörka och livliga, och öronen är formade som ett V. Pälsen består av sträva täckhår och en mjukare underull som skyddar mot kyla. Pälsen måste trimmas några gånger om året, utställningshundarnas päls ska trimmas oftare. Färgen på pälsen är rostbrun med svart på ryggen och halsen.

### Fotnoter
1. 1 2  Carl-Johan Adlercreutz: Hundar i världen sid 71
2. ↑  Ivan Swedrup: Våra hundar i färg sid 107
3. 1 2  Olaf A. Roig: Airedaleterrier i Hundboken del I sid 391ff
4. ↑  Carl O. M. P. Leuhusen: Rashundar i ord och bild sid 224
5. ↑  Desmond Morris: Dogs sid 157
6. ↑  Anne W. Rasmussen: ”Airedale terrieren - terriernes konge”. Hunden nr 5 2012, medlemsblad för Dansk Kennel Klub (DKK). Arkiverad från originalet. https://web.archive.org/web/20240617075739/https://www.hunden.dk/Files/News/File/08ec23d8-596f-4211-ad4b-d3e2c179799a.pdf.  PDF (danska)
7. ↑  ”Extended Breed Standard of the Airedale Terrier, sid 2”. Australian National Kennel Council (ANKC). Arkiverad från originalet. https://web.archive.org/web/20221002055824/http://ankc.org.au/media/pdf/635576246734836549_cfb15c54-7b85-400c-8a7b-a494e0f8dd13.pdf.  PDF (engelska)
8. ↑  Renée Willes: All världens hundraser sid 146